# Bitva u mysu svatého Vincenta
 Bitva u mysu svatého Vincenta  se odehrála 14. února 1797 u jihozápadního výběžku Portugalska mezi britskou a španělskou flotou. Bitva byla součástí Francouzských revolučních válek. Španělsko se přidalo k Francii v říjnu 1796 a vyhlásilo válku Anglii a Portugalsku.
14. února 1797 narazila britská flota složená z 15 řadových lodí a několika fregat na španělskou flotu rozdělenou do dvou poměrně vzdálených skupin. Jedna skupina byla složena z 18 řadových lodí a druhá byla složena z 8 řadových lodí. Admirál Jervis proplul mezi oběma skupinami a rozhodl se napadnout větší skupinu. Spoléhal přitom na to, že se s ní vypořádá dříve než se obě skupiny spojí.
V této bitvě se poprvé mimořádně vyznamenal komodor Horatio Nelson plující na 74dělové lodi Captain, v kýlové řadě třetí odzadu. Když viděl, že Jervisově taktice hrozí neúspěch, tak porušil Jervisovy příkazy, opustil kýlovou řadu a napadl čelní lodě španělské floty. Jervis, který pochopil Nelsonův manévr, poslal mu na pomoc kapitána Collingwooda s lodí Excellent. Nelson zaútočil na v té době největší válečnou loď, stotřicetidělovou řadovou loď Santisima Trinidad, kterou obsadil. Poté, aniž by se vrátil na svoji loď, zaútočil se svými námořníky na řadovou loď San José, kterou se mu podařilo také obsadit. Tomuto manévru se od té doby říká v britském námořnictvu Nelsonův můstek.
Po bitvě, ve které se Britům podařilo zvítězit a zajmout čtyři španělské lodě, byl Nelson z několika míst kritizován za neuposlechnutí rozkazu. Admirál Jervis ani Admiralita z toho však nevyvodila žádné důsledky. Naopak Nelson byl po této bitvě povýšen na kontradmirála a byl vyznamenán rytířským křížem Řádu lázně, s čímž bylo spojeno povýšení do šlechtického stavu. Admirál Jervis po této bitvě získal titul hraběte a predikát „of St. Vincent“.